# 王家植
王家植（？—1610年），字木仲，號直斋，山东济南府滨州軍籍忠义后卫人，明朝政治人物。

## 生平
万历二十五年（1597年）丁酉科山东乡试第五名举人，三十二年（1604年），登甲辰科进士，初授翰林院庶吉士，三十五年四月授编修，丁憂归，三十七年十月復除原职，三十八年七月卒。遗诗一首：「病后操刀寻药里，愁来吮笔著遗经。一门节孝今如此，风雨何人吊洞庭。」

## 家族
曾祖王胜，生八子，家庭邕睦，上及父山，下及季子兑、准、孫学书兄弟，四世同居，至学书显籍，子孙相继甲科三世，后裔繁盛。与子王兑，俱赠山西布政使司參議。父王学书，號鳳坪，隆慶五年辛未进士，官至宣府巡抚。侄子王支焘，號青芝，兄王家桢之子，崇祯十六年进士。